# Tlo
Tlo je rastresit, površinski sloj Zemljine kore koji pokriva najveći dio kopna na Zemlji. 
Mješavine pijeska, šljunka i praha, nastaju mehaničkim i kemijskim trošenjem svih vrsta stijena. Sastoji se od mineralnih tvari, vode, zraka, gline i nužno sadrži biološku, organsku komponentu. Rastresite površine drugih tijela Sunčevog sustava zovu se regolit. 
Najplodnije tlo je crnica, na kojoj se mogu uzgajati žitarice (crnica je najviše razvijena na istoku Hrvatske. 
Na crvenici se mogu uzgajati vinova loza i maslina. 
Od glinenog tla izrađuje se različito posuđe.
Ovisno o vrsti tla, ono može povećavati svoj volumen ili ga smanjivati (ovisno o postotku vode koju sadrži). Tlo je nehomogeno i znatno je deformabilnije (stišljivije) od stijena.
Tla prema vrsti dijelimo na: 
- koherentna tla - to su vezana tla - prah, glina, organsko tlo
- nekoherentna tla - nevezana tla - šljunak, pijesak i njihove mješavine

U tlo neki svrstavaju još i treset (tj. ugljen, koji se najčešće nalazi u šljuncima, između proslojaka). 
Humus nastaje u površinskom sloju tla razgradnjom uginulih organizama. Takvo je tlo crne boje, rahlo, bogato mineralima i ima sposobnost zadržavanja vode, što ga čini pogodnim za rast biljaka. Svako plodno tlo, bez obzira na boju, sadrži neku količinu humusa na površini.
Znanost o tlu u građevinarskom smislu može se podijeliti prema područjima izučavanja na dva glavna dijela : mehanika tla i statika tla (statika tla se primjenjuje kroz geotehniku).
Grana geologije koja se bavi proučavanjem tla zove se pedologija.

### Nastanak tla
Tlo je nastalo kao posljedica rastrošbe zemljine kore pod utjecajem atmosferilija. Kao što voda kruži u prirodi (v. Hidrološki ciklus), tako isto možemo razmatrati kruženje stijena koje tvore zemljinu koru. Razlika je jedino u vremenskom razdoblju promatranja pojave.
Opširnije o nastanku tla vidi - postanak tla.

## Tlo kao građevinski materijal
Tlo od davnina služi kao građevinski materijal. Pri gradnji objekata od tla (v. građevine) važno je odabrati odgovarajući materijal (v. gradiva), način ugradnje i potrebno je vršiti kontrolu ugrađenog materijala na za to propisan način. Proces kojim se odvija građenje takvih građevina nazivamo nasipavanje, a takve građevine nazivamo nasutim građevinama. Materijal za nasipavanje uzimamo s pozajmišta. Od ilovače prave se opeke.
Prilikom gradnje ovakovih objekata građevinski inženjer mora provjeriti fizikalno mehanička svojstva tla odnosno parametre tla (parametriziranje tla je određeno pravilima i normama za mehaniku tla)  za koje su predviđene građevinskim projektom (v. Projektna dokumentacija). To je jedini način da se osigura: stabilnost, trajnost i funkcionalnost nasute građevine. 